# ロール・ウィズ・イット (スティーヴ・ウィンウッドの曲)
「ロール・ウィズ・イット」(Roll with It)は、イギリスのロック・ミュージシャン、スティーヴ・ウィンウッドが1988年に発表した楽曲。アルバム『ロール・ウィズ・イット』からの第1弾シングルとしてリリースされ、自身2作目の全米1位獲得シングルとなった。
ウィンウッド自身とウィル・ジェニングスの共作だが、その後ジュニア・ウォーカー&ジ・オール・スターズが1966年にヒットさせた曲「(I'm a) Road Runner」との類似を指摘されて、1990年11月には同作のパブリッシャーから訴訟を起こされる。そして、1995年発売のCDボックス・セット『The Finer Things』では、「(I'm a) Road Runner」を作詞・作曲したホーランド＝ドジャー＝ホーランドの3人も共作者としてクレジットされた。
12インチ・シングルには、ブルース・フォレストとフランク・ヘラーによるリミックス・ヴァージョンが収録された。

## 反響・評価
全英シングルチャートでは5週チャート圏内に入り、最高53位を記録。
アメリカの『ビルボード』ではBillboard Hot 100、メインストリーム・ロック・チャート、アダルト・コンテンポラリー・チャートの3部門で1位を獲得し、ダンス・ミュージック／マキシ・シングル・チャートでは2位、ダンス・ミュージック／クラブ・プレイ・シングル・チャートでは21位、R&B／ヒップホップ・チャートでは30位を記録した。グラミー賞では最優秀レコード賞と最優秀男性ポップ・ボーカル・パフォーマンス賞にノミネートされたが、いずれも受賞は果たせなかった。

## 他メディアでの使用例
「ロール・ウィズ・イット」は、『ナンズ・オン・ザ・ラン-走れ!尼さん-』（1990年公開）、『天国に行けないパパ』（1990年公開）といった映画のサウンドトラックで使用された。